# Richard Pearce
Richard Pearce (San Diego, 25 de enero de 1943) es un director de cine y televisión y de fotografía estadounidense.

## Biografía
Pearce estudió en el St. Paul's School de Concord (New Hampshire). Posteriormente, se licenció en Filología Inglesa en la Universidad de Yale en 1965, donde conoció a D.A. Pennebaker. Se trasladó a Nueva York donde trabajó con Pennebaker y Richard Leacock en diferentes documentales.
En 1980, ganó el Oso de Oro en el Festival de Cine de Berlín de 1980 por su película Heartland. 

## Filmografía
Como director
- 1977: The Gardener's Son (TV)
- 1978: Siege (TV)
- 1979: No Other Love (TV)
- 1979: Heartland
- 1981: Al filo de la muerte (Threshold)
- 1983: Sessions (TV)
- 1984: Country, nuestra tierra (Country)
- 1985: Alfred Hitchcock Presents (serie de TV)
- 1986: Atrapados sin salida (No Mercy)
- 1989: Dead Man Out (TV)
- 1989: Watergate: el escándalo (The Final Days) (TV)
- 1990: El largo camino a casa (The Long Walk Home)
- 1992: El charlatán (Leap of Faith)
- 1993: Homicide: Life on the Street (serie de TV)
- 1994: Party of Five (serie de TV)
- 1996: Un asunto de familia (A Family Thing)
- 1997: Nothing Sacred (TV series)
- 1998: Thicker Than Blood (TV)
- 1999: Testigo protegido (Witness Protection) (TV)
- 2001: Al sur del Pacífico (South Pacific) (TV)
- 2002: CSI: Miami (TV series)
- 2003: The Blues: The Road to Memphis (serie de TV)
- 2004: Plainsong (TV)
- 2005: Law & Order: Trial by Jury (serie de TV)
- 2006: Fatal Contact: Bird Flu in America (TV)[3]

## Premios y distinciones
Festival Internacional de Cine de Berlín
| Año  | Categoría  | Película  | Resultado |
| ---- | ---------- | --------- | --------- |
| 1980 | Oso de Oro | Heartland | Ganador   |